# イギリス領ギアナ

イギリス領ギアナ
British Guiana (英語)

国歌: God Save the Queen（英語）
女王陛下万歳

イギリス領ギアナの位置

イギリス領ギアナ（イギリスりょうギアナ、英語: British Guiana）は、かつて英領西インド諸島の一部を構成していたイギリスの植民地である。
この地に遭遇した最初のヨーロッパ人として知られているのは、イギリスの探検家ウォルター・ローリーとその乗組員である。1796年にイギリスはオランダを占領していたが、フランスとの交戦中にオランダ領だったエセキボ植民地、ベルビセ植民地、デメララ の三つを占領した。イギリスは1802年にバタヴィア共和国へ統治権を返還したが、翌年のナポレオン戦争中に再び占領した。1815年にイギリスへと譲渡され、1831年に正式に統合された。1966年5月26日に独立した。